# Direito internacional dos direitos humanos
O Direito internacional dos direitos humanos é o corpo do direito internacional destinado a promover os direitos humanos nos níveis social, regional e doméstico. Como uma forma de direito internacional, o direito internacional dos direitos humanos é composto principalmente de tratados – acordos entre Estados soberanos destinados a ter efeito jurídico vinculante entre as partes que concordaram com eles –, e direito internacional consuetudinário. Outros instrumentos internacionais de direitos humanos, embora não juridicamente vinculativos, contribuem para a implementação, compreensão e desenvolvimento do direito internacional dos direitos humanos e foram reconhecidos como uma fonte de obrigação política.
O Direito internacional dos direitos humanos tem como base fundamental a Declaração Universal dos Direitos Humanos adotada e proclamada pela resolução 217 A (III) da Assembleia Geral das Nações Unidas em 10 de dezembro de 1948. Os direitos fundamentais podem ser classificados como individuais ou coletivos, tal qual o direito a autodeterminação nacional.
O direito internacional dos direitos humanos, que rege a conduta de um estado em relação ao seu povo em tempos de paz, é tradicionalmente visto como distinto do direito internacional humanitário, que rege a conduta de um estado durante um conflito armado, embora os dois ramos do direito sejam complementares e, de certa forma, se sobreponham.
Uma perspectiva mais sistêmica explica que o direito internacional humanitário representa uma função do direito internacional dos direitos humanos; inclui normas gerais que se aplicam a todos em todos os momentos, bem como normas especializadas que se aplicam a certas situações, como conflito armado entre estado e ocupação militar, ou a certos grupos de pessoas, incluindo refugiados (por exemplo, a Convenção de Refugiados de 1951) , crianças (a Convenção Internacional sobre os Direitos da Criança) e prisioneiros de guerra (a Terceira Convenção de Genebra de 1949).

## Sistema das Nações Unidas
A Assembleia Geral das Nações Unidas adotou a Declaração e o Programa de Ação de Viena em 1993, nos termos dos quais foi criado o Alto Comissariado das Nações Unidas para os Direitos Humanos.
Em 2006, a Comissão de Direitos Humanos das Nações Unidas foi substituída pelo Conselho de Direitos Humanos das Nações Unidas para a aplicação do direito internacional dos direitos humanos. As mudanças profetizaram uma organização mais estruturada, juntamente com a exigência de revisão de casos de direitos humanos a cada quatro anos. O Objetivo de Desenvolvimento Sustentável 10 das Nações Unidas também visa a promoção de legislação e políticas para reduzir a desigualdade.

## Declaração Internacional de Direitos Humanos

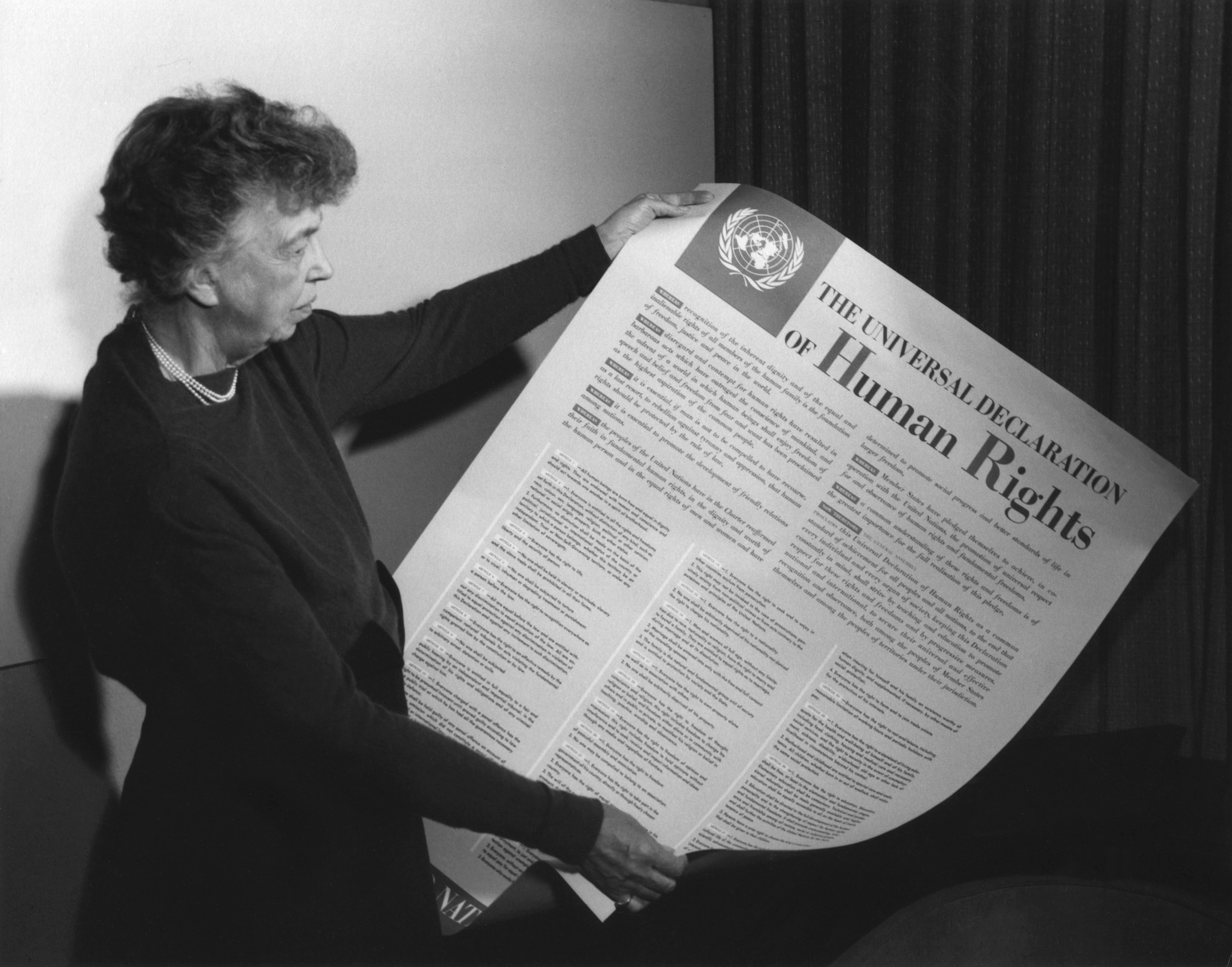
Eleanor Roosevelt UDHR

### Declaração Universal dos Direitos Humanos
A Declaração Universal dos Direitos Humanos (DUDH) é uma declaração da Assembleia Geral da ONU que não cria, na forma, um direito internacional vinculativo em matéria de direitos humanos. Muitos juristas citam a DUDH como evidência do direito internacional consuetudinário.
De forma mais ampla, a DUDH tornou-se uma referência autorizada em direitos humanos. Ele forneceu a base para instrumentos internacionais de direitos humanos subsequentes que formam um direito internacional de direitos humanos não vinculativo, mas, em última análise, autorizado.

## Tratados internacionais de direitos humanos

Processos para se tornar um Estado parte de um tratado

Além da adoção, em 1966, dos dois amplos Pactos que fazem parte da Carta Internacional de Direitos Humanos (a saber, o Pacto Internacional de Direitos Civis e Políticos e o Pacto Internacional de Direitos Econômicos, Sociais e Culturais), outros tratados foram adotados em nível internacional. Estes são geralmente conhecidos como instrumentos de direitos humanos. Alguns dos mais significativos incluem o seguinte:
- a Convenção para a Prevenção e Punição do Crime de Genocídio (CPCG) (adotada em 1948 e entrou em vigor em 1951);
- a Convenção Relativa ao Estatuto dos Refugiados (RSE) (adotada em 1951 e que entrou em vigor em 1954);
- a Convenção sobre a Eliminação de Todas as Formas de Discriminação Racial (CERD) (adotada em 1965 e entrou em vigor em 1969);[8]
- a Convenção sobre a Eliminação de Todas as Formas de Discriminação contra a Mulher (CEDAW) (entrou em vigor em 1981);[9]
- a Convenção das Nações Unidas contra a Tortura (CAT) (adotada em 1984 e que entrou em vigor em 1987);[10]
- a Convenção sobre os Direitos da Criança (CDC) (adotada em 1989 e entrou em vigor em 1990);[11]
- a Convenção Internacional sobre a Proteção dos Direitos de Todos os Trabalhadores Migrantes e Membros de suas Famílias (ICRMW) (adotada em 1990 e entrou em vigor em 2003);
- a Convenção sobre os Direitos das Pessoas com Deficiência (CDPD) (entrou em vigor em 3 de maio de 2008);[12] e
- a Convenção Internacional para a Proteção de Todas as Pessoas contra o Desaparecimento Forçado (ICPPED) (adotada em 2006 e entrou em vigor em 2010).